# Diócesis de Winona-Rochester
La diócesis de Winona-Rochester (en latín: Dioecesis Vinonaënsis-Roffensis y en inglés: Roman Catholic Diocese of Winona-Rochester) es una circunscripción eclesiástica de la Iglesia católica en Estados Unidos. Se trata de una diócesis latina, sufragánea de la arquidiócesis de Saint Paul y Mineápolis. Desde el 2 de junio de 2022 su obispo es Robert Barron.

## Territorio y organización

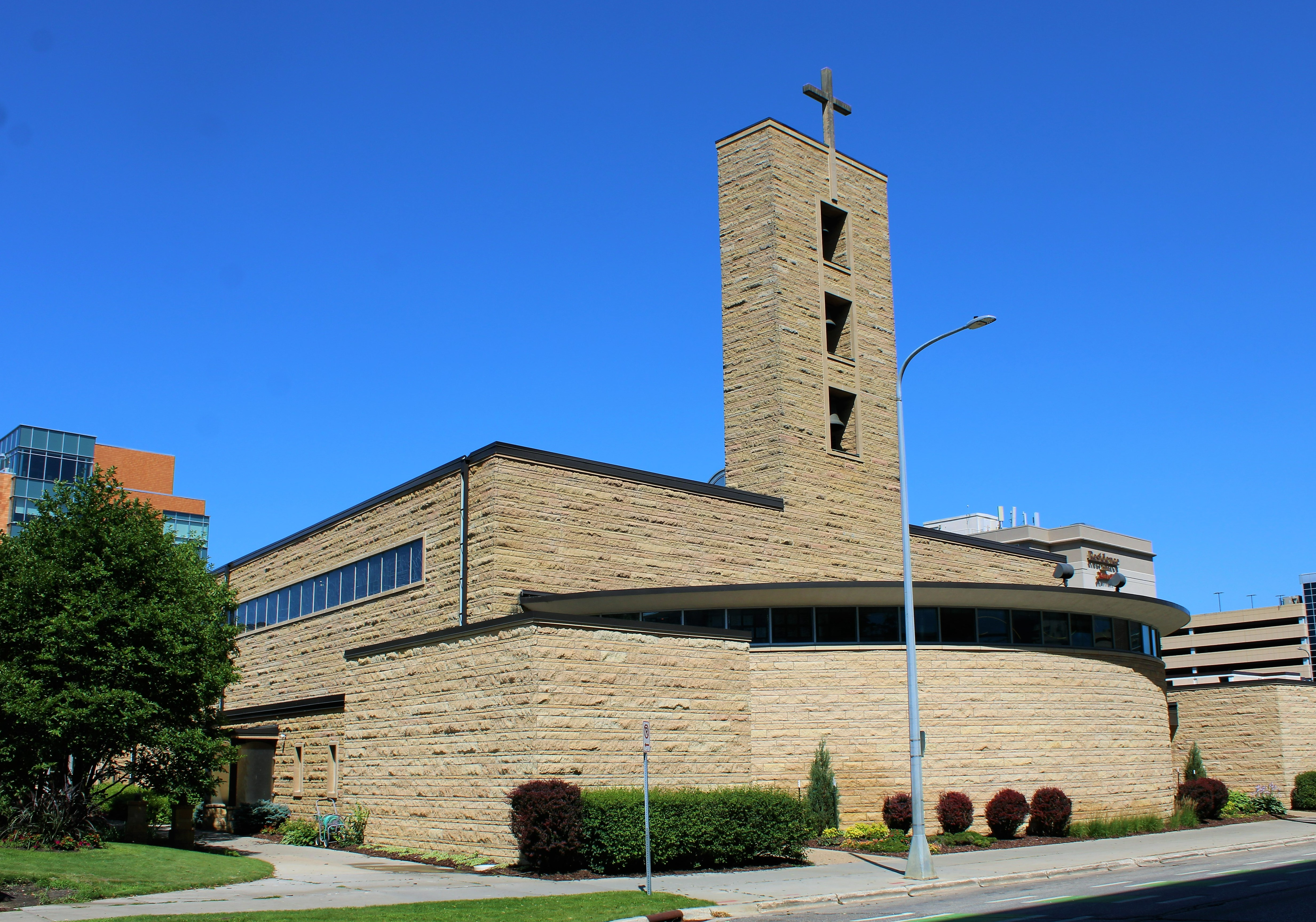
Concatedral de San Juan Evangelista, en Rochester

La diócesis tiene 31 810 km² y extiende su jurisdicción sobre los fieles católicos de rito latino residentes en 20 condados del estado de Minnesota: Winona, Wabasha, Olmsted, Dodge, Steele, Waseca, Blue Earth, Watonwan, Cottonwood, Murray, Pipestone, Rock, Nobles, Jackson, Faribault, Martin, Freeborn, Mower, Fillmore y Houston.
La sede de la diócesis se encuentra en la ciudad de Winona, en donde se halla la Catedral del Sagrado Corazón y la basílica menor de San Estanislao Kostka. En Rochester se encuentra la Concatedral de San Juan Evangelista.
En 2020 en la diócesis existían 166 parroquias.

## Historia
La diócesis de Winona fue erigida el 26 de noviembre de 1889 con el breve Ex debito pastoralis del papa León XIII, derivando su territorio de la diócesis de Saint Paul (hoy arquidiócesis de Saint Paul y Mineápolis).
El 23 de enero de 2018 asumió su nombre actual mediante el decreto In dioecesi Vinonaënsi de la Congregación para los Obispos la iglesia de San Juan Evangelista en Rochester se convirtió en concatedral.

### Casos de abusos sexuales y bancarrota
La diócesis publicó en 2013 una lista de catorce sacerdotes sobre los que recaían acusaciones creíbles de abuso sexual a menores.
En septiembre de 2018, la Corte de Apelaciones de Minnesota desestimó un recurso presentado por la diócesis para bloquear las demandas por antiguos casos de abuso sexual. Dos meses más tarde, la Diócesis de Winona-Rochester lanzó un comunicado en el que alegaba acogerse a la situación de quiebra debido al quebranto financiero causado por las diversas demandas judiciales por abusos sexuales; la bancarrota se hizo efectiva en diciembre de 2018. Como parte del acuerdo de quiebra, la diócesis aceptó no interponer objeciones a que nuevos demandantes se sumaran a la causa abierta, con fecha límite de presentación de demandas del 8 de abril de 2019. La diócesis alcanzó en febrero de 2021 un acuerdo extrajudicial por el que compensó con 21,5 millones de dólares a 145 víctimas de abuso sexual cometido por religiosos.

## Estadísticas
Según el Anuario Pontificio 2021 la diócesis tenía a fines de 2020 un total de 133 837 fieles bautizados.
| Año                                                                             | Población            | Población | Población      | Sacerdotes | Sacerdotes    | Sacerdotes    | Bautizados por sacerdote | Diáconos permanentes | Religiosos | Religiosos | Parroquias |
| Año                                                                             | Bautizados católicos | Total     | % de católicos | Total      | Clero secular | Clero regular | Bautizados por sacerdote | Diáconos permanentes | Varones    | Mujeres    | Parroquias |
| ------------------------------------------------------------------------------- | -------------------- | --------- | -------------- | ---------- | ------------- | ------------- | ------------------------ | -------------------- | ---------- | ---------- | ---------- |
| 1950                                                                            | 73 044               | 447 082   | 16.3           | 166        | 151           | 15            | 440                      |                      | 112        | 821        | 129        |
| 1966                                                                            | 113 380              | 509 310   | 22.3           | 228        | 200           | 28            | 497                      |                      | 88         | 1399       | 130        |
| 1970                                                                            | 118 062              | 449 039   | 26.3           | 200        | 183           | 17            | 590                      |                      | 50         | 841        | 131        |
| 1976                                                                            | 120 293              | 514 460   | 23.4           | 173        | 160           | 13            | 695                      |                      | 44         | 706        | 128        |
| 1980                                                                            | 123 700              | 532 000   | 23.3           | 163        | 152           | 11            | 758                      |                      | 37         | 744        | 124        |
| 1990                                                                            | 122 526              | 524 800   | 23.3           | 145        | 132           | 13            | 845                      |                      | 40         | 576        | 124        |
| 1999                                                                            | 148 445              | 528 303   | 28.1           | 141        | 130           | 11            | 1052                     | 3                    | 23         | 490        | 118        |
| 2000                                                                            | 148 445              | 528 303   | 28.1           | 116        | 107           | 9             | 1279                     | 4                    | 31         | 487        | 118        |
| 2001                                                                            | 150 370              | 557 684   | 27.0           | 117        | 108           | 9             | 1285                     | 5                    | 31         | 449        | 118        |
| 2002                                                                            | 151 081              | 557 684   | 27.1           | 114        | 105           | 9             | 1325                     | 6                    | 30         | 460        | 118        |
| 2003                                                                            | 130 000              | 557 684   | 23.3           | 113        | 104           | 9             | 1150                     | 7                    | 30         | 435        | 118        |
| 2004                                                                            | 130 527              | 557 684   | 23.4           | 110        | 102           | 8             | 1186                     | 9                    | 30         | 511        | 115        |
| 2010                                                                            | 134 449              | 585 000   | 23.0           | 117        | 109           | 8             | 1149                     | 30                   | 39         | 387        | 114        |
| 2014                                                                            | 134 654              | 602 000   | 22.4           | 122        | 113           | 9             | 1103                     | 28                   | 28         | 345        | 114        |
| 2017                                                                            | 137 620              | 615 000   | 22.4           | 98         | 91            | 7             | 1404                     | 27                   | 22         | 338        | 107        |
| 2020                                                                            | 133 837              | 596 953   | 22.4           | 90         | 86            | 4             | 1487                     | 25                   | 18         | 321        | 106        |
| Fuente: Catholic-Hierarchy, que a su vez toma los datos del Anuario Pontificio. |                      |           |                |            |               |               |                          |                      |            |            |            |

## Episcopologio
- Joseph Bernard Cotter † (15 de noviembre de 1889-28 de junio de 1909 falleció)
- Patrick Richard Heffron † (4 de marzo de 1910-23 de noviembre de 1927 falleció)
- Francis Martin Kelly † (10 de febrero de 1928-17 de octubre de 1949 renunció[nota 1])
- Edward Aloysius Fitzgerald † (20 de octubre de 1949-8 de enero de 1969 renunció[nota 2])
- Loras Joseph Watters † (8 de enero de 1969-14 de octubre de 1986 retirado)
- John George Vlazny (19 de mayo de 1987-28 de octubre de 1997 nombrado arzobispo de Portland)
- Bernard Joseph Harrington (4 de noviembre de 1998-7 de mayo de 2009 retirado)
- John Michael Quinn (7 de mayo de 2009 por sucesión-2 de junio de 2022 retirado)
- Robert Barron, desde el 2 de junio de 2022